# آندرو نین
آندرو نین پرز (به اسپانیایی: Andreu Nin i Pérez) (زاده ۱۸۹۲ - درگذشته ۱۹۳۷) انقلابی کاتالان اسپانیایی و از بنیان‌گذاران حزب کارگری اتحاد مارکسیستی بود.